# 清水一郎 (アナウンサー)
清水 一郎（しみず いちろう、1933年 - 1997年10月18日）は、元日本テレビアナウンサー。日本のプロレス実況の草分けの一人である。

## 経歴
入社してまもなくプロレス中継に関わった。1957年10月7日、東京・後楽園球場での東富士・豊登組対ダニー・ブレッチェス・ハロルド坂田組のタッグマッチでプロレス実況デビュー。徳光和夫や佐土一正らと共に「日本プロレス中継」の実況を担当した。1972年に日本テレビでの日本プロレス中継が終了した後は、事実上の後続番組である「全日本プロレス中継」の実況を1978年まで務めた。
1997年10月18日に死去。享年64。

## プロレス実況
プロレス中継では、力道山最後のテレビ中継となったインターナショナル選手権試合、ザ・デストロイヤー戦の実況、全盛期のジャイアント馬場の試合（対ザ・デストロイヤー戦）や、馬場とアントニオ猪木とのBI砲の試合、馬場がジャック・ブリスコからNWA世界ヘビー級王座を奪取した試合など、数々の激闘を実況した。解説者の芳の里や山田隆とは長くコンビを組み、映像が多く現存している。東京プロレスより復帰したアントニオ猪木がメインエベンターで出始めた頃、実況で清水はアントニオ猪木と呼ばず、「猪木寛至」と本名で呼んだこともあった。
実況スタイルは独特のトーンで試合を淡々と、そしてシリアスに伝えるシンプルなものであった。このエッセンスは後続の多くの実況アナウンサーに受け継がれていった。